# محاكمة عن طريق وسائل الإعلام
المحاكمة عن طريق وسائل الإعلام او  قضية رأي عام  هي عبارة انتشرت في أواخر القرن العشرين وأوائل القرن الحادي والعشرين لوصف تأثير التغطية الإعلامية للتليفزيون والصحف على سمعة الفرد من خلال تكوين تصور سائد من ثبوت الإدانة أو البراءة قبل إعلان المحكمة عن الحكم أو بعده.
أثناء تداول القضايا ذات الدعاية الكبيرة، كثيرًا ما يتهم الإعلام بإشاعة جو من الهستيريا العامة بين الجمهور أقرب إلى الإعدام دون محاكمة الأمر الذي لا يجعل فقط من المستحيل تقريبًا إقامة محاكمة عادلة ولكنه يعني أيضًا أنه بغض النظر عن نتيجة المحاكمة فإن المتهم لن يتمكن من متابعة بقية حياته دون تتبع الرأي العام له عن كثب.
يزعم أصحاب الحجة المضادة أن عقلية القطيع توجد بشكل مستقل عن الإعلام الذي يعرب فقط عن الآراء التي لدى الجمهور بالفعل.
على الرغم من أن العبارة قد صيغت مؤخرًا، فإن فكرة أن الإعلام يمكن أن يكون له تأثير قوي على العملية القانونية ترجع بالتأكيد إلى ظهور الصحافة المطبوعة وربما قبل ذلك بكثير. ولا يشمل ذلك استخدام الصحافة التي تسيطر عليها الدولة لتجريم المعارضين السياسيين، ولكن بمفهومها العام تعني تغطية جميع المناسبات حيث تكون سمعة الفرد قد تأثرت بشكل جذري بالمطبوعات غير السياسية ظاهريًا.
وغالبًا يمكن القول إن التغطية الصحفية تعكس آراء جمهور الشارع. ومع ذلك، يتم إعطاء المزيد من المصداقية للمواد المطبوعة أكثر من «ثرثرة القيل والقال». إن مسئولية الصحافة لتأكيد التقارير والتسريبات عن الأفراد الذين تتم محاكمتهم أصبحت تخضع لتدقيق متزايد ويدعو الصحفيين إلى التمسك بمعايير أعلى. ولقد كان هناك الكثير من الجدل حول محاكمة الرئيس الأمريكي بيل كلينتون وتحقيق المدعى العام كينيث ستار وكيف تناولت وسائل الإعلام المحاكمة من خلال كتابة التقارير عن تعليقات المحامين والتي أثرت على الرأي العام.
في المملكة المتحدة فإن اللوائح الصارمة الخاصة بـ ازدراء المحكمة تحد من تقارير الإعلام عن الإجراءات القانونية بعد إلقاء القبض على أحد الأشخاص بشكل رسمي. وقد وضعت هذه القواعد لكي يتلقى المتهم محاكمة عادلة أمام هيئة محلفين لم تتأثر بالتغطية الإعلامية السابقة. لقد تمت مقاضاة صحيفة دايلي ميرور وذا صن بموجب هذه اللوائح، على الرغم من ندرة هذه الدعاوى القضائية.

## وصلات خارجية
- Condemnation of trial by media. Complete text of the judgement by the Andhra Pradesh High Court, India.